# Odessey and Oracle
Odessey and Oracle é o terceiro álbum de estúdio da banda de pop rock britânica The Zombies. Foi gravado em  1967 e lançado pela gravadora CBS em 19 de abril de 1968 no Reino Unido, e em junho de 1968 nos EUA.  

## História da Gravação
Tendo conseguido muito sucesso com a música "She´s Not There", que chegou ao segundo lugar nos Estados Unidos, os singles lançados posteriormente tiveram pouco sucesso comercial. Após três anos praticamente em excursão, os Zombies, em 1966, desiludidos com a indústria fonográfica, resolveram se separar. O baixista Chris White, então, convenceu os colegas a gravarem um ábum de despedida. Sem a pressão da gravadora e das obrigações comerciais, sentiram-se livres para fazer o que bem queriam. O disco foi gravado nos Abbey Road Studios, logo depois de os Beatles gravarem Sgt. Pepper's Lonely Hearts Club Band.
Terry Quirk, responsável pelo projeto gráfico e vizinho de apartamento de White, errou na grafia da palavra "Odyssey", mas o grupo resolveu deixar como estava e a capa foi para as lojas assim mesmo. Logo em seguida, o grupo se desfez. 
O editor de críticas da revista NME, Pat Long, conta que o produtor da CBS, Al Kooper, ouviu o álbum durante uma viagem à Inglaterra e convenceu a gravadora a lançar a faixa "Time of the Season" como single. Este chegou a atingir dois milhões de cópias vendidas em todo o mundo, o que o transformou no maior sucesso dos Zombies. Mas a essa altura Rod Argent e Chris White já estavam ocupados com uma nova banda, Argent.

## Faixas
1. "Care of Cell 44" (3:53)
2. "A Rose for Emily" (2:17)
3. "Maybe After He's Gone" (2:31)
4. "Beechwood Park" (2:41)
5. "Brief Candles" (3:38)
6. "Hung Up on a Dream" (2:58)
7. "Changes" (3:16)
8. "I Want Her, She Wants Me" (2:50)
9. "This Will be Our Year" (2:07)
10. "Butcher's Tale (Western Front 1914)" (2:45)
11. "Friends of Mine" (2:15)
12. "Time of the Season" (3:31)